# Gibberula lorenziana
Gibberula lorenziana is een slakkensoort uit de familie van de Cystiscidae. De wetenschappelijke naam van de soort is voor het eerst geldig gepubliceerd in 1997 door Bozzetti.